# Analgecine
Analgecine (tên thương hiệu AGC) là một chiết xuất giảm đau được phê duyệt để điều trị đau lưng và đau thần kinh ở Trung Quốc.